# 田一德
田一德（1987年6月24日－），台灣舞者。中國綜藝節目《這！就是街舞》第一季亞軍。原子少年星際導師之一。

## 經歷
2018年，參加中國綜藝節目《這！就是街舞》第一季，獲得亞軍。
2022年，在台灣選秀節目《原子少年Atom boyz》擔任舞力導師。

## 演出作品

### 綜藝節目
| 類型             | 節目                  |
| ---------------- | --------------------- |
| 紀錄片           | 《這！這就是舞者》    |
| 明星舞蹈真人秀   | 《新舞林大會》        |
| 舞蹈選秀節目     | 《這！就是街舞》      |
| 台灣男團選秀節目 | 《原子少年Atom boyz》 |

### MV
- 2022 許書豪《逼瓦特》
- 2022 比莉X周湯豪《什麼都不必說 – 2022 Remix》

### 長篇電影
| 日期          | 劇名         | 角色 |
| ------------- | ------------ | ---- |
| 2019年9月26日 | 《英歌魂》   | 阿德 |
| 2020年2月12日 | 《火線任務》 | 陸凡 |